# Trimma
A Trimma a csontos halak (Osteichthyes) főosztályának a sugarasúszójú halak (Actinopterygii) osztályába, ezen belül a sügéralakúak (Perciformes) rendjébe, a gébfélék (Gobiidae) családjába és a Gobiinae alcsaládjába tartozó nem.

## Rendszerezés
A nembe az alábbi 82 faj tartozik:
- Trimma agrena Winterbottom & Chen, 2004
- Trimma anaima Winterbottom, 2000
- Trimma annosum Winterbottom, 2003
- Trimma anthrenum Winterbottom, 2006
- Trimma aturirii Winterbottom, Erdmann & Cahyani, 2015
- Trimma avidori (Goren, 1978)
- Trimma barralli Winterbottom, 1995
- Trimma benjamini Winterbottom, 1996
- Trimma bisella Winterbottom, 2000
- Trimma caesiura Jordan & Seale, 1906 - típusfaj
- Trimma cana Winterbottom, 2004
- Trimma capostriatum (Goren, 1981)
- Trimma caudipunctatum Suzuki & Senou, 2009
- Trimma cheni Winterbottom, 2011
- Trimma corallinum (Smith, 1959)
- Trimma dalerocheila Winterbottom, 1984
- Trimma emeryi Winterbottom, 1985
- Trimma erdmanni Winterbottom, 2011
- Trimma fangi Winterbottom & Chen, 2004
- Trimma fasciatum Suzuki, Sakaue & Senou, 2012
- Trimma filamentosum Winterbottom, 1995
- Trimma fishelsoni Goren, 1985
- Trimma flammeum (Smith, 1959)
- Trimma flavatrum Hagiwara & Winterbottom, 2007
- Trimma flavicaudatum (Goren, 1982)
- Trimma fraena Winterbottom, 1984
- Trimma fucatum Winterbottom & Southcott, 2007
- Trimma gigantum Winterbottom & Zur, 2007
- Trimma grammistes (Tomiyama, 1936)
- Trimma griffithsi Winterbottom, 1984
- Trimma habrum Winterbottom, 2011
- Trimma haima Winterbottom, 1984
- Trimma haimassum Winterbottom, 2011
- Trimma halonevum Winterbottom, 2000
- Trimma hayashii Hagiwara & Winterbottom, 2007
- Trimma helenae Winterbottom, Erdmann & Cahyani, 2014
- Trimma hoesei Winterbottom, 1984
- Trimma hotsarihiensis Winterbottom, 2009
- Trimma imaii Suzuki & Senou, 2009
- Trimma insularum Winterbottom & Hoese, 2015
- Trimma irinae Winterbottom, 2014
- Trimma kardium Winterbottom, Erdmann & Cahyani, 2015
- Trimma kitrinum Winterbottom & Hoese, 2015
- Trimma kudoi Suzuki & Senou, 2008
- Trimma lantana Winterbottom & Villa, 2003
- Trimma macrophthalmum (Tomiyama, 1936)
- Trimma maiandros Hoese, Winterbottom & Reader, 2011
- Trimma marinae Winterbottom, 2005
- Trimma matsunoi Suzuki, Sakaue & Senou, 2012
- Trimma mendelssohni (Goren, 1978)
- Trimma meranyx Winterbotton, Erdmann & Dita Cahyani, 2014
- Trimma milta Winterbottom, 2002
- Trimma nasa Winterbottom, 2005
- Trimma naudei Smith, 1957
- Trimma necopina (Whitley, 1959)
- Trimma nomurai Suzuki & Senou, 2007
- Trimma okinawae (Aoyagi, 1949)
- Trimma omanensis Winterbottom, 2000
- Trimma pajama Winterbotton, Erdmann & Dita Cahyani, 2014
- Trimma papayum Winterbottom, 2011
- Trimma preclarum Winterbottom, 2006
- Trimma randalli Winterbottom & Zur, 2007
- Trimma rubromaculatum Allen & Munday, 1995
- Trimma sanguinellus Winterbottom & Southcott, 2007
- Trimma sheppardi Winterbottom, 1984
- Trimma sostra Winterbottom, 2004
- Trimma squamicana Winterbottom, 2004
- Trimma stobbsi Winterbottom, 2001
- Trimma striatum (Herre, 1945)
- Trimma tauroculum Winterbottom & Zur, 2007
- Trimma taylori Lobel, 1979
- Trimma tevegae Cohen & Davis, 1969
- Trimma trioculatum Winterbottom, Erdmann & Cahyani, 2015
- Trimma unisquamis (Gosline, 1959)
- Trimma volcana Winterbottom, 2003
- Trimma zurae Winterbotton, Erdmann & Dita Cahyani, 2014
- Trimma winchi Winterbottom, 1984
- Trimma winterbottomi Randall & Downing, 1994
- Trimma woutsi Winterbottom, 2002
- Trimma xanthochrum Winterbottom, 2011
- Trimma yanagitai Suzuki & Senou, 2007
- Trimma yanoi Suzuki & Senou, 2008